# جوناثان كليفت
جوناثان كليفت (بالإنجليزية: Jonathan Clift)‏ هو مجدف بريطاني، ولد في 25 أغسطس 1964.

## وصلات خارجية
- جوناثان كليفت على موقع الاتحاد الدولي للتجديف (الإنجليزية)
- جوناثان كليفت على موقع أوليمبيديا (الإنجليزية)